# Jeanine Stoeten
Jeanine Stoeten (Hengelo, 20 november 1991) is een voormalig Nederlands volleybalspeelster. Ze kwam in Nederland uit voor MTSH Hengelo, Havoc Haaksbergen, HAN Volley, VV Pollux, Team Eurosped, VC Weert en VV Apollo 8. In het buitenland speelde Stoeten voor het Duitse Ladies in Black uit Aken. In 2019 stopte ze met volleyballen.

## Carrière
Stoeten begon haar volleybalcarrière voor MTSH Hengelo in haar geboorteplaats. Hierna kwam ze uit voor Havoc Haaksbergen. In 2008 verhuisde Stoeten, inmiddels jeugdinternational, naar HAN Volley. Hier trof ze meerdere andere jeugdinternationals. Een jaar later werd Stoeten gecontracteerd door eredivisionist VV Pollux uit Oldenzaal. In 2011 werd Eurosped de hoofdsponsor van het team waarmee Stoeten verhuisde naar Almelo om uit te komen voor Team Eurosped. In het seizoen 2012/13 kwam ze uit voor VC Weert om daarna weer terug te keren bij Team Eurosped. In het seizoen 2015/16 won Stoeten de nationale beker met de ploeg uit Almelo na meerdere verloren finales. Na dit seizoen ging Stoeten haar eerste buitenlandse avontuur aan bij het Duitse Ladies in Black uit Aken. Met deze club bereikte ze in het seizoen 2016/17 de play-offs waarin Schweriner SC in de kwartfinales te sterk was. In de DVV Cup was de kwartfinale tevens het eindstation na een nederlaag tegen SC Potsdam. In het volgende seizoen reikte Stoeten met Ladies in Black tot se halve finales waarin Stuttgart SC te sterk was. Hierna keerde Stoeten in 2028 terug naar Twente om voor VV Apollo 8 uit Borne te gaan spelen. Hier combineerde ze haar studie met volleyballen om vervolgens een punt te zetten achter haar carrière om zich volledig op haar carrière als psychologe te kunnen richten.

## Awards
Clubverband
- Nederlandse Beker 1×